# Patrick Favre
Patrick Favre (ur. 30 lipca 1972 w Aoście) – włoski biathlonista, a następnie trener, trzykrotny medalista mistrzostw świata.

## Kariera
W zawodach Pucharu Świata zadebiutował 17 grudnia 1992 roku w Pokljuce, zajmując 33. miejsce w biegu indywidualnym. Pierwsze pucharowe punkty (do sezonu 2000/2001 punkty zdobywało 25. najlepszych zawodników) zdobył 18 grudnia 1993 roku w tej samej miejscowości, kiedy zajął 21. miejsce w sprincie. Na podium zawodów tego cyklu pierwszy raz stanął 15 stycznia 1994 roku w Ruhpolding, wygrywając rywalizację w sprincie. W zawodach tych wyprzedził Czecha Petra Garabíka i Olega Ryżenkowa z Białorusi. W kolejnych startach jeszcze cztery razy stanął na podium: 20 stycznia 1994 roku w Anterselvie był drugi w biegu indywidualnym, 14 grudnia 1994 roku w Bad Gastein wygrał w tej konkurencji, 28 stycznia 1995 roku w Ruhpolding był trzeci w sprincie, a 12 lutego 1999 roku w Kontiolahti sprint ukończył na drugiej pozycji. Najlepsze wyniki osiągnął w sezonie 1994/1995, kiedy zajął drugie miejsce w klasyfikacji generalnej, za Norwegiem Jonem Åge Tyldumem a przed Włochem, Wilfriedem Pallhuberem. W tym samym sezonie zwyciężył w klasyfikacji biegu indywidualnego.
Na mistrzostwach świata w Ruhpolding w 1996 roku wspólnie z Pieralberto Carrarą, René Cattarinussim i Hubertem Leitgebem zdobył brązowy medal w biegu drużynowym. Na rozgrywanych rok później mistrzostwach świata w Lahti razem z Carrarą, Cattarinussim i Wilfriedem Pallhuberem zajął trzecie miejsce w sztafecie. Swój ostatni medal wywalczył podczas mistrzostw świata w Kontiolahti/Oslo w 1999 roku. Rozdzielił tam na podium Niemca Franka Lucka i Frode Andresena z Norwegii. Był też między innymi czwarty w sprincie na MŚ 1997, przegrywając walkę o brązowy medal z Ryżenkowem o 3,5 sekundy.
W 1994 roku wystartował na igrzyskach olimpijskich w Lillehammer, zajmując 22. w biegu indywidualnym i 6. miejsce w sztafecie. Brał również udział w igrzyskach w Nagano cztery lata później, gdzie zajął 54. pozycję w biegu indywidualnym i 9. w sztafecie.
W 2004 roku zakończył karierę, następnie został trenerem.

## Osiągnięcia

### Igrzyska olimpijskie
| Rok  | Miejscowość | Konkurencje | Konkurencje | Konkurencje | Konkurencje | Konkurencje | Konkurencje | Konkurencje |
| Rok  | Miejscowość | IN          | SP          | PU          | MS          | RL          | MR          | SR          |
| ---- | ----------- | ----------- | ----------- | ----------- | ----------- | ----------- | ----------- | ----------- |
| 1994 | Lillehammer | 22.         | –           | nd.         | nd.         | 6.          | nd.         | –           |
| 1998 | Nagano      | 54.         | –           | nd.         | nd.         | 9.          | nd.         | –           |

### Mistrzostwa świata
| Rok  | Miejscowość         | Konkurencje | Konkurencje | Konkurencje | Konkurencje | Konkurencje | Konkurencje | Konkurencje |
| Rok  | Miejscowość         | IN          | SP          | PU          | MS          | RL          | MR          | SR          |
| ---- | ------------------- | ----------- | ----------- | ----------- | ----------- | ----------- | ----------- | ----------- |
| 1995 | Anterselva          | 78.         | 5.          | nd.         | nd.         | 4.          | nd.         | –           |
| 1996 | Ruhpolding          | 17.         | 26.         | nd.         | nd.         | 10.         | nd.         | –           |
| 1997 | Osrblie             | 15.         | 4.          | 5.          | nd.         | 3.          | nd.         | –           |
| 1998 | Pokljuka/Hochfilzen | nd.         | nd.         | 28.         | nd.         | nd.         | nd.         | –           |
| 1999 | Kontiolahti/Oslo    | 22.         | 2.          | 8.          | 19.         | 8.          | nd.         | –           |
| 2000 | Oslo/Lahti          | 47.         | 34.         | 21.         | –           | –           | nd.         | –           |
| 2001 | Pokljuka            | 13.         | 29.         | 31.         | 6.          | 10.         | nd.         | –           |
| 2004 | Oberhof             | –           | 44.         | 46.         | –           | 15.         | nd.         | –           |

### Puchar Świata

#### Miejsca w klasyfikacji generalnej
| Sezon     | Miejsce |
| --------- | ------- |
| 1992/1993 | -       |
| 1993/1994 | 18.     |
| 1994/1995 | 2.      |
| 1995/1996 | 38.     |
| 1996/1997 | 14.     |
| 1997/1998 | 28.     |
| 1998/1999 | 26.     |
| 1999/2000 | 33.     |
| 2000/2001 | 24.     |
| 2003/2004 | -       |

#### Miejsca na podium w zawodach chronologicznie
| Lp. | Dzień       | Rok  | Miejscowość | Konkurencja                | Lokata | Pudła   | Czas biegu | Strata | Zwycięzca     |
| --- | ----------- | ---- | ----------- | -------------------------- | ------ | ------- | ---------- | ------ | ------------- |
| 1.  | 15 stycznia | 1994 | Ruhpolding  | Sprint na 10 km            | 1.     | 1+0     | 28:05,1    | –      | –             |
| 2.  | 20 stycznia | 1994 | Anterselva  | Bieg indywidualny na 20 km | 2.     | 0+0+0+0 | 55:32,0    | +19,5  | Sven Fischer  |
| 3.  | 14 grudnia  | 1994 | Bad Gastein | Bieg indywidualny na 20 km | 1.     | 0+2+0+0 | 59:16,9    | –      | –             |
| 4.  | 28 stycznia | 1995 | Ruhpolding  | Sprint na 10 km            | 3.     | 0+1     | 24:39,0    | +35,4  | Oleg Ryżenkow |
| 5.  | 12 lutego   | 1999 | Kontiolahti | Sprint na 10 km            | 2.     | 0+0     | 28:05,6    | +22,0  | Frank Luck    |